# Mondonio San Domenico Savio
Mondonio San Domenico Savio è una frazione del comune di Castelnuovo Don Bosco in provincia di Asti che al 31 dicembre 2005 aveva 149 abitanti.
La frazione è un borgo antico d'impianto medievale al centro dell'areale di valenza naturalistica denominato i "Boschi di Muscandia" come da inserimento nel Piano Territoriale della provincia di Asti. Ha una superficie di 4 chilometri quadrati ad un'altezza di 293 metri sul livello del mare.

## Manifestazioni religiose
Il patrono del paese è san Giacomo il Maggiore, festeggiato il 25 luglio quando si tiene la processione con la statua del santo, lungo il percorso del recinto del castello.
La parrocchia è intitolata a Santa Maria del Rosario e a San Domenico Savio,  ed appartiene alla Diocesi di Asti. La festa della Madonna del Rosario si festeggia la seconda domenica di ottobre, quando si tiene la processione con la statua della Madonna del Rosario lungo il percorso del recinto del castello.
Il primo sabato di maggio, si celebra la festività di San Domenico Savio, morto proprio a Mondonio il 9 marzo 1857; in questa data si tiene una processione con fiaccole alle ore 21, partendo dalla casetta del Santo fino al pilone votivo a lui dedicato, che si trova nel centro storico in fondo a via Turco, percorrendo via San Sebastiano e piazza Balbo. Nel 2017, il 9 marzo, ricorre il 160º anniversario della morte di San Domenico Savio, mentre il 2 aprile, il 175º anniversario della nascita, avvenuta in San Giovanni di Riva presso Chieri.

## Monumenti
- il centro storico nel suo complesso
- i resti del castello e la torre dei signori di Mondonio in piazza Balbo
- l'antica casa settecentesca della Comunità di Mondonio in via Municipale
- la parrocchiale settecentesca di santa Maria del Rosario e san Giacomo il Maggiore in piazza Balbo
- la casetta di san Domenico Savio, dove morì, un fabbricato rurale d'impianto settecentesco
- la cappella cinquecentesca di san Rocco in via San Rocco
- la cappella ottocentesca di san Sebastiano lungo la s.p. Castelnuovo-Gallareto, dove fu sepolto san Domenico Savio nel 1857
- la chiesa romanica di Santa Maria di Raseto in cascine Garesio (XII secolo)
- case e fabbricati rurali del Seicento-Settecento nel concentrico e nelle località sparse
- percorsi verdi lungo le strade del territorio tra i boschi di Muscandia

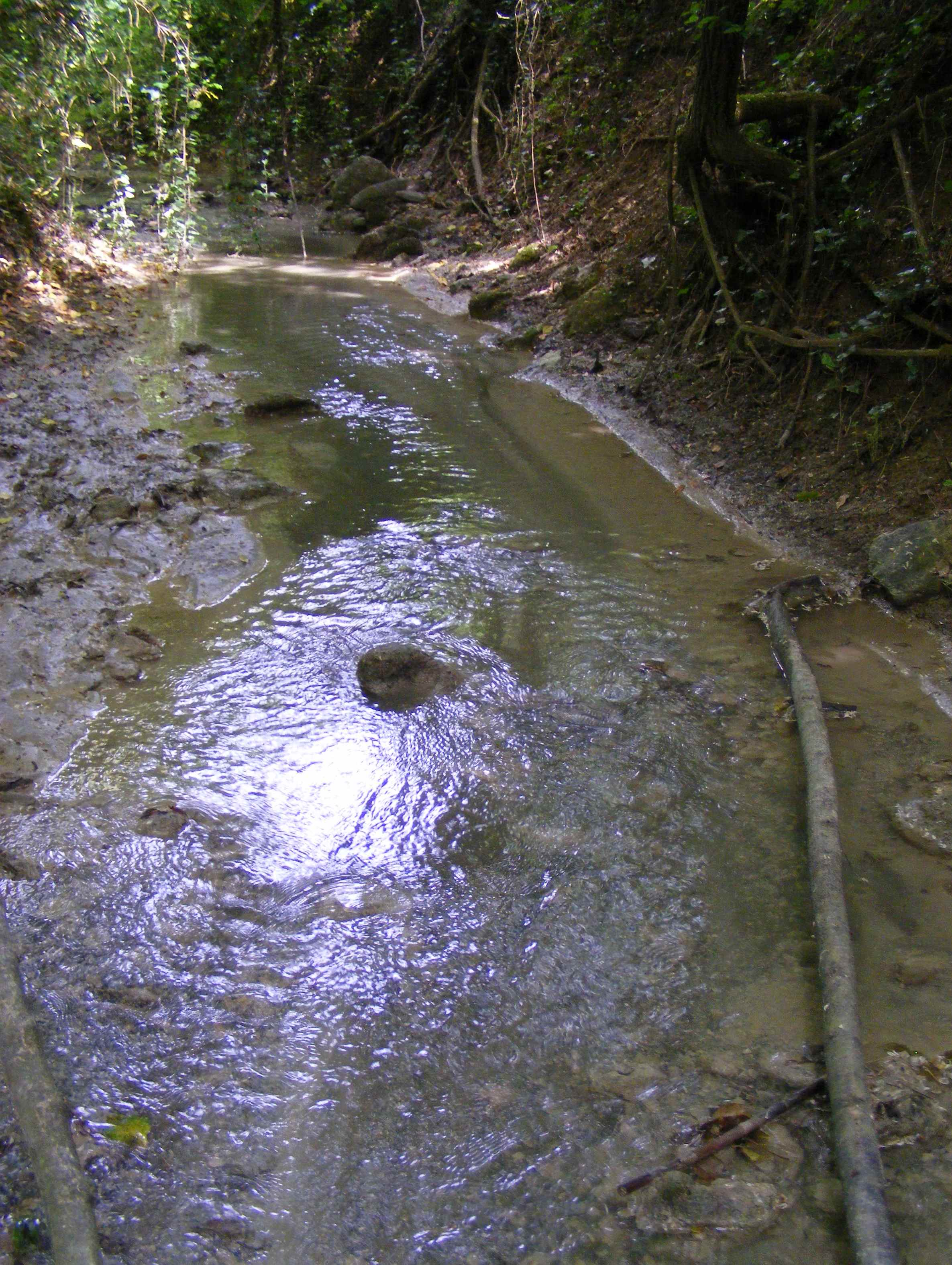
Il Rio Muscandia

La Biblioteca è dedicata a san Domenico Savio e si trova presso la legnaia dell'Antico Forno Comunale del 1746 in via Municipale . Vi si trovano volumi di storia e cultura del Monferrato e del Piemonte e le pubblicazioni del territorio.
La frazione Mondonio è inserita nella proposta di candidatura all'Unesco nell'ambito dei Paesaggi culturali vitivinicoli del Piemonte (sezione Freisa), come promossa dal Ministero dei Beni Culturali e Ambientali, dalla Regione Piemonte e dalle Province di Asti, Alessandria e Cuneo.